# Auskunftspflicht
Die Auskunftspflicht ist ein gesetzlich normierter Anspruch, Informationen von oder über eine bestimmte juristische oder natürliche Person zu erhalten. Die Verpflichtung eine Auskunft zu erteilen, kann sich auch auf Informationen zu einem bestimmten Sachverhalt beziehen.

## Statistische Auskünfte
Durch die statistische Auskunftspflicht besteht die rechtliche Verpflichtung im Rahmen der amtlichen Statistik die geforderten Auskünfte zu erteilen. Die Auskunftspflicht ist ein nach dem Volkszählungsurteil zulässiger Eingriff in die informationelle Selbstbestimmung. Gleichzeitig werden die erlangten Einzelauskünfte – auch gegenüber anderen Behörden – geheim gehalten (vgl. Statistische Geheimhaltung). Das statistische Bundesamt in Wiesbaden hat im Internet einige Statistiken und Berichte veröffentlicht.

### Gesetzliche Grundlage
Die Rechtsgrundlage ist der § 15 BStatG (Gesetz über die Statistik für Bundeszwecke). Demnach kann in dem jeweiligen Statistik-Gesetz (z. B. Umweltstatistikgesetz oder Mikrozensusgesetz) geregelt werden, ob die Beantwortung der Fragen freiwillig ist oder Auskunftspflicht besteht.
Daneben gibt es mit dem § 23 BStatG eine eigenständige Bußgeldnorm. Damit ist es möglich,
- die Nichtabgabe
- die verspätete Abgabe
- unrichtige Angaben
- die Nichtverwendung des amtlichen Formulares

mit einem Bußgeld bis zu 5.000 Euro zu ahnden. Zur Durchsetzung der Auskunftspflicht können daneben auch Zwangsgelder festgesetzt werden (Beispielhaft für den Mikrozensus: VG Schleswig – Beschluss vom 7. Februar 2018 – Az 12 A 184/17).
Entsprechende Statistiken werden meist von den Statistischen Ämtern des Bundes und der Länder durchgeführt. Auch andere Behörden (z. B. die Deutsche Bundesbank – Meldungen im Außenwirtschaftsverkehr) führen entsprechende Erhebungen durch.

### Kritik
Im Rahmen der Bürokratieabbau-Diskussion sind die statistischen
Meldepflichten, insbesondere der Unternehmen, immer wieder kritisiert worden.
Infolgedessen versuchen verschiedene Statistische Ämter diesen
politischen Druck zu mildern, indem sie die Auskunftspflicht nur bei groben
Verstößen verfolgen. Dies birgt jedoch als große Gefahr eine sinkende
Rücklaufquote und damit einhergehend eine Verschlechterung der
Datenqualität.

## Auskünfte im Verwaltungsverfahren

### Steuerrecht
Im Steuerrecht besteht eine Auskunftspflicht für natürliche und juristische Personen
(z. B. § 93 AO). Neben der allgemeinen Mitwirkungspflicht haben die an einem Steuerverfahren Beteiligten und andere Personen der Finanzbehörde die Auskünfte zu erteilen, die zur Feststellung eines für die Besteuerung erheblichen Sachverhaltes erforderliche sind. Darunter fällt insbesondere die Pflicht zur Abgabe einer Steuererklärung.

### Strafrecht
Rechtsgrundlage ist die Strafprozessordnung. Ein direkter Auskunftsanspruch kann gegenüber Zeugen bestehen, soweit diese sich selbst nicht belasten.

### Verwaltungsrecht
Die Auskunftspflicht ergibt sich direkt aus den Verwaltungsverfahrensgesetzen des Bundes (z. B. § 26 VwVfG) oder der Länder. Sie kann sich aber auch aus allgemeinen Mitwirkungspflichten ergeben. Darüber hinaus gibt es im Bereich des besonderen Verwaltungsrechts (z. B. Verwaltungsvollstreckungsrecht) eigenständige Regelungen zur Auskunftspflicht. So regelt das Telekommunikationsgesetz die Bestandsdatenauskunft von Anbietern über ihre Kunden an Behörden.

### Durchsetzung durch den Staat
Die Durchsetzung seines Auskunftsrechtes kann der Staat durch das normale Verwaltungszwangsverfahren, d. h. Zwangsgeld, Zwangshaft und Ersatzvornahme erreichen. In der Praxis hat das Zwangsgeldverfahren die größte Bedeutung. Es darf nur betrieben werden, solange die Auskunft nicht erteilt wurde. Wenn die Ermittlungen abgeschlossen wurden (im statistischen Bereich z. B. erkennbar an der Veröffentlichung der Ergebnisse), muss das Zwangsgeldverfahren eingestellt werden. Zwangshaft kommt beispielsweise in Frage, wenn der Auskunftspflichtige die eidesstattliche Versicherung in einem Vollstreckungsverfahren abzugeben hat.

## Bauplanungsrecht
Es besteht gemäß § 138 Baugesetzbuch eine Auskunftspflicht von Eigentümern und Nutzern von Immobilien gegenüber der Gemeinde, im Rahmen der Planung und Durchführung städtebaulicher Sanierungsmaßnahmen.

## Auskünfte im Privatrecht
Die Auskunftspflicht kann auch Privatpersonen untereinander treffen.

### Schuldrecht
Bei der Herausgabe von Gegenständen ist nach § 260 BGB besteht eine Auskunftspflicht. Ebenso bei der Abtretung von Forderungen nach § 402 BGB. Bei der Mieterhöhung hat der Vermieter Auskünfte z. B. nach § 558a Abs. 2 Nr. 2 zu erbringen. Im Auftrags gelten ebenso Auskunft- und Rechenschaftspflichten nach § 666 BGB.

### Familienrecht
So sind z. B. geschiedene Ehegatten gegenseitig verpflichtet, auf Verlangen Auskunft über ihre Einkünfte und ihr Vermögen (§ 1375 BGB) zu erteilen, um eventuelle Unterhaltsansprüche feststellen zu können (§ 1580 BGB). Die gleiche Auskunftspflicht zur Feststellung von Unterhaltsansprüchen trifft Verwandte in gerader Linie (§ 1605 BGB).

### Erbrecht
Im Erbrecht besteht eine Auskunftspflicht des Erbschaftsbesitzers nach § 2027 BGB; als auch haben Miterben Auskunftspflichten gegenüber den übrigen Erben (§ 2057 BGB).

## Datenschutz-Grundverordnung
Das Auskunftsrecht ist im Kapitel 3, Art. 15, DSGVO geregelt. Es beinhaltet verschiedene Rechte, die in ihrer Gesamtheit umfassende Transparenz in Bezug auf die verarbeiteten personenbezogenen Daten herstellen wollen. Zunächst besteht ein Recht auf Auskunft darüber, ob überhaupt Daten gespeichert und verarbeitet werden. Wenn dies bejaht wird, steht der Person das Recht auf detaillierte Informationen zu. Dies umfasst im Einzelnen ein Recht auf Kopie sämtlicher personenbezogener Daten (Art. 15 Abs. 3 S. 1 DSGVO) sowie weiterer Metainformationen der Datenverarbeitung, darunter etwa Verarbeitungszwecke, Datenkategorien, Speicherdauer, Empfänger und Herkunft. Eine Verweigerung der Auskunft kann erfolgen, wenn der Auskunftsantrag offenkundig unbegründet oder exzessiv ist, was insbesondere bei zeitlich häufiger Frequenz der Fall sein soll. Sofern mit der Auskunftserteilung die Rechte und Freiheiten einer anderen Person berührt würden, kann die Auskunft insoweit ebenfalls verweigert werden.